# Ignacy Feliks Dobrzyński
Ignacy Feliks Dobrzyński, född 15 februari 1807 i Romanow, Volynien, död 9 oktober 1867 i Warszawa, var en polsk pianist.
Dobrzyński var tillsammans med Frédéric Chopin lärjunge under Józef Elsner. Han gjorde därefter framgångsrika konsertresor i Tyskland och blev sedermera teaterkapellmästare i Warszawa. Han komponerade bland annat polonäser, symfonier, kantater, stråkkvartetter, en sextett, en opera och sånger.